# Agneau de l'Aveyron
 (avril 2020).
Agneau de l’Aveyron est une indication géographique protégée (IGP) dont l'objet est de garantir au consommateur que les produits viennent d’agneaux nés et élevés sous la mère en bergerie, dans les départements d’Occitanie.

## Historique
L'indication géographique protégée Agneau de l’Aveyron a été accordée par la Commission européenne en 1996 après dépôt d'un dossier le 11 mai 1995. Cependant, cette production a commencé à s’organiser dès les années 1950.

## Cahier des charges
En 2007, l'association REGAL a défini un nouveau cahier des charges pour le Label rouge « Agneau Laiton ».

### Délimitation de l'aire géographique
L'aire géographique est délimitée par le département de l’Aveyron ainsi que les cantons limitrophes : les départements du Cantal, du Lot, du Tarn et  du Tarn-et-Garonne. 

### Conditions de productions
Selon le cahier des charges, les agneaux doivent séjourner en bergerie durant toute leur période d’élevage. Leur alimentation doit se faire essentiellement par des tétés aux pis de leurs mère et un complément alimentaire à base de céréales. Ils tètent leurs mères jusqu’à la fin de leur période d’élevage pour l'IGP.
L’élevage des agneaux s’achève entre 70 et 140 jours. Au moment de l’abattage, le poids vif des agneaux est compris entre 40 et 47 kilogrammes et celui de la carcasse varie donc entre 16 et 19 kilogrammes,.

### Gastronomie
Les caractéristiques de la viande de l’Agneau de l’Aveyron sont une couleur rosée claire et un goût peu prononcé.